# The Best of Diane Dufresne
Albums de Diane Dufresne
Merci
(2003) Les Grands Succès
(2009)
20th Century Masters - The Millennium Collection: The Best of Diane Dufresne est une compilation de la chanteuse québécoise Diane Dufresne éditée, en 2006, sur le Label Universal Music uniquement au Canada.

## ÉditionCD

### Titres
| No  | Titre                                       | Paroles       | Musique              | Durée |
| --- | ------------------------------------------- | ------------- | -------------------- | ----- |
| 1.  | Alys en cinémascope                         | Luc Plamondon | Germain Gauthier     | 4:26  |
| 2.  | J'ai douze ans                              | Luc Plamondon | Geramin Gauthier     | 4:08  |
| 3.  | Strip Tease                                 | Luc Plamondon | Germain Gauthier     | 4:37  |
| 4.  | Le Parc Belmont                             | Luc Plamondon | Christian Saint-Roch | 6:21  |
| 5.  | Hymne à la beauté du monde                  | Luc Plamondon | Christian Saint-Roch | 2:20  |
| 6.  | Chanson pour Elvis (en concert)             | Luc Plamondon | François Cousineau   | 4:13  |
| 7.  | Les adieux d'un sex symbol                  | Luc Plamondon | Michel Berger        | 7:07  |
| 8.  | Les hauts et les bas d'une hôtesse de l'air | Luc Plamondon | François Cousineau   | 6:22  |
| 9.  | La chanteuse straight                       | Luc Plamondon | François Cousineau   | 4:22  |
| 10. | J'ai besoin d'un chum                       | Luc Plamondon | François Cousineau   | 3:37  |
| 11. | Partir pour Acapulco                        | Luc Plamondon | François Cousineau   | 5:48  |
| 12. | Vingtième étage                             | Luc Plamondon | François Cousineau   | 5:00  |
| 13. | Berceuse pour un homme                      | Luc Plamondon | François Cousineau   | 2:49  |

## Crédits
- Musiciens : Multiples
- Photos : X
- Label : Universal Music